# 宣建生
宣建生（英語：Jason Hsuan，1943年—），生於福建省建阳，祖籍浙江，冠捷科技有限公司主席及行政總裁。

## 生平
生於福建的宣建生，幼年在上海生活，在小學畢業後便從事養豬、賣茶葉蛋等工作養家。國共內戰時，父母追隨國民黨逃到台湾，他留在中国大陸，與祖母相伴。由於他堂伯宣铁吾是蔣介石親信，曾任國民黨京滬杭警備總部副總司令，所以宣建生被打為黑五类身份。
小学毕业，因为黑五类身份，被下放贵州。因生病求医，1962年辗转由香港回到台湾与父母相聚，进入國立臺灣師範大學附屬高級中學，后考入台湾國立成功大學電機工程學系。毕业后，留学美国。1971年，获得波士顿大学系统工程硕士学位，1974年，获得布鲁克林理工学院系统工程及工业管理博士。1975年，进入美国通用电气研发部工业管理部门工作。1981年，因帮助父亲经营，辞职返回台湾，開始委任百事可樂到1990年為止，便開始委任冠捷科技有限公司至今。
到了1999年10月8日成功把企業在香港交易所及新加坡交易所上市。之後现已成為中国电子信息产业集团有限公司一分子，也就是南京熊猫電子股份有限公司非執行董事。

## 連結
- 冠捷總裁宣建生：從茶葉蛋小販到顯示器之王2010年11月19日 14:52《天下》週刊 （页面存档备份，存于）